# Maggie May (народная песня)
Не путать с песней «Maggie May» Рода Стюарта.
«Maggie May» (или «Maggie Mae», с англ. — «Мэ́гги Мей») — народная английская песня, особо популярная в Ливерпуле. Песня повествует о проститутке по имени Мэгги, ограбившей матроса. На протяжении около 180 лет песня была неофициальным гимном Ливерпуля. Как и у всякой народной песни, у «Maggie May» имеется множество различных вариантов текста.
Австралийский поэт и музыкальный критик Джон Менифолд в своей книге «Penguin Australian Song Book» характеризует песню следующим образом: «Баковая песня, вероятно, ливерпульского происхождения, однако весьма популярная среди моряков по всему миру». Британский артист и исследователь истории мореплавания Стэн Хьюгилл в своей книге «Shanties from the Seven Seas» приводит указание на самое раннее упоминание этой песни (1830 год) в дневниках Чарльза Пикнелла, матроса, отбывавшего каторгу на судне «Kains».
В 1964 году британский писатель и композитор Лайонел Барт (создатель известного мюзикла «Oliver!») использовал данную песню как основу для довольно успешного одноимённого мюзикла, чьё действие разворачивается неподалёку от ливерпульских доков.
Песня известна также благодаря её исполнению группой «Битлз».

## Версия «Битлз»
Во время студийной работы над альбомом Let It Be в январе 1969 года «Битлз» нередко наигрывали краткие фрагменты из знакомых им «старых» песен в качестве «разминки» (данная песня находилась ещё в репертуаре группы The Quarrymen). Одной из таких песен, сыгранной 24 января во время работы над композицией «Two of Us», стала и песня «Maggie May» (позже обозначенная в перечне композиций альбома как «Maggie Mae»). Поскольку данная композиция к тому времени уже перешла в общественное достояние, все четыре участника группы были обозначены как «аранжировщики народной песни», что позволило им получить авторские отчисления.
«Maggie Mae», будучи лишь 40-секундной, стала второй по краткости из всех композиций «Битлз» (после «Her Majesty», длина которой составляла лишь 23 секунды).
Песня дважды звучит в художественном биографическом фильме «Стать Джоном Ленноном». В первый раз её исполняет мать Джона Леннона на банджо. Во второй раз песня звучит во время первого публичного выступления группы Леннона The Quarrymen. Несмотря на то, что данная песня в реальности вовсе не была первым номером группы, исполненным публично, данный художественный ход показывает, насколько важна была личностная связь между Ленноном и этой песней, а также, возможно, в какой-то мере оправдывает включение небольшого фрагмента данной песни в альбом Let It Be.
В записи участвовали:
- Джон Леннон — основной вокал, акустическая гитара
- Пол Маккартни — подголоски, акустическая гитара
- Джордж Харрисон — соло-гитара[~ 1]
- Ринго Старр — ударные

## Примечание
1. ↑  По сути, партия Харрисона функционально соответствует партии бас-гитары.